# Voormalig Boerschap Vlagtwedde
Het Voormalig Boerschap Vlagtwedde is een voormalig brugwaterschap in de provincie Groningen.
Het waterschap werd in 1923 opgericht. Het was gelegen in de toenmalige gemeenten Bellingwolde en Vlagtwedde. De eigenaren die participeerden in het onverdeeld eigendom van de voormalige markegronden wilden de Oosterbrug over de Ruiten-Aa vervangen en hadden hiertoe het waterschap opgericht. Na de oprichting verzocht men Provinciale Staten om de kosten voor brugvervanging af te kopen en het onderhoud ervan en de bijbehorende kunstwerken over te mogen dragen aan de gemeente Vlagtwedde. De afwateringstaak werd overgedragen aan het waterschap Westerwolde.
Nadat de gestelde doelen waren bereikt werd besloten tot opheffing in 1925. Waterstaatkundig gezien ligt het gebied sinds 2000 binnen dat van het waterschap Hunze en Aa's.

## Naam
De naam is voor de huidige lezer verwarrend, omdat het schap het woord voormalig in zijn naam had. Het rechtsgebied besloeg het gebied van het (toen al) voormalig boerschap (de gemeenschappelijke gronden). Het toen simpelweg 'Boerschap' te noemen zou ten tijde van het oprichten tot verwarring hebben geleid.
Nu het waterschap niet meer bestaat, kan men dus spreken van het voormalig Voormalig Boerschap Vlagtwedde.